# Streptopogon erythrodontus
Streptopogon erythrodontus är en bladmossart som beskrevs av William M. Wilson 1851. Streptopogon erythrodontus ingår i släktet Streptopogon och familjen Pottiaceae. Inga underarter finns listade i Catalogue of Life.